# Stillwater (Oklahoma)
Stillwater è una città degli Stati Uniti, capoluogo della contea di Payne nello Stato dell'Oklahoma.
Governata da un council-manager government, la città ospita la Oklahoma State University, il Meridian Technology Center e il Dipartimento della Carriera e dell'Educazione alla Tecnologia dell'Oklahoma (ODCTE).

## Storia
L'area di Stillwater venne descritta per la prima volta nel 1832 da Washington Irving nel libro "A Tour on the Prairies":
(Washington Irving, A Tour on the Prairies)
Secondo una leggenda delle tribù Ponca, Kiowa, Osage e Pawnee, il nome Stillwater, deriva dal fatto che l'acqua (water) è sempre tranquilla (still) nella zona della città; una seconda leggenda sostiene che gli allevatori texani, passando in zona, trovavano l'acqua "still there" (sempre lì); una terza leggenda sostiene che David Lewis Payne (esploratore americano) disse: "This town should be named Still Water", nonostante la stranezza il nome rimase.
Il nome venne adottato nel 1884 quando William Lewis Couch stabilì il primo insediamento, tuttavia il nome fu ufficializzato solo nel 1889 con l'apertura del primo ufficio postale. Negli anni '90 dell'800 Stillwater crebbe con la costruzione di chiese, scuole, banche, etc..., il primo giornale fu il Stillwater Gazette, mentre gas e rete telefonica arrivarono nel 1899; la Eastern Oklahoma Railroad arrivò nel 1900, ma fu chiusa nel 1907.
Nel 1917 la popolazione arrivò a 3 000 abitanti e durante la Seconda guerra mondiale superò i 10 000, infatti la città aveva aperto diversi centri per l'addestramento militare. Tra gli anni '60 e '70 in città arrivarono diversi stabilimenti industriali: il Moore Plant nel 1966, la Mercury Marine nel 1973, il National Standard Plant e la Armstrong World Industries nel 1988, e la Word Color Press nel 1974.

## Citazioni
La città compare nel videogame Saints Row 2 come "Stilwater".